# 上村幸夫
上村 幸夫（かみむら ゆきお、1947年（昭和22年）8月30日 - ）は、日本のフィールドホッケー選手。1968年メキシコシティーオリンピックで男子トーナメントに出場した。